# Lasiurus ega
Lasiurus ega är en fladdermusart som först beskrevs av Paul Gervais 1856.  Lasiurus ega ingår i släktet Lasiurus och familjen läderlappar. IUCN kategoriserar arten globalt som livskraftig. Inga underarter finns listade i Catalogue of Life. Wilson & Reeder (2005) skiljer mellan fem underarter.
Arten har ungefär samma utseende som andra medlemmar av släktet Lasiurus. Pälsen är gulvit med inslag av orange, brun och svart. Vikten ligger mellan 10 och 18 g. Lasiurus ega blir med svans 118 till 126 mm lång, svanslängden är 50 till 52 mm och den genomsnittliga vikten är 12,3 g. Den har 45 till 48 mm långa underarmar, cirka 10 mm långa bakfötter och cirka 19 mm långa öron. Flygmembranen har främst en mörk färg med undantag av den del som ligger mellan bakbenen som är ljus.
Denna fladdermus förekommer i södra Texas (USA) och sedan söderut över Centralamerika och norra Sydamerika till norra Argentina. Arten lever i områden med palmer eller med andra träd.
Individerna vilar i bladverket, i trädens håligheter eller i byggnader. Där sover de ensam eller i flockar med upp till 20 medlemmar. Före ungarnas födelse kan honor bilda egna kolonier som är skilda från hanarna. I dessa kolonier kan några hundra individer ingå.
Lasiurus ega jagar olika insekter som den fångar under flyget eller som plockas från växter. I tempererade områden sker parningen under sensommaren. Sedan lagrar honan hanens sädesceller i sina könsorgan fram till nästa vår innan äggen befruktas. Dräktigheten varar 80 till 90 dagar och en kull har 2 till 3 ungar.